# ديوليندا كينزيمبا
ديوليندا كينزيمبا (مواليد 11 مايو 1995) هي مغنية وكاتبة أغاني وممثلة أنغولية.

## سيرة شخصية
ولدت كينزيمبا في لواندا ونشأت في إنغومبوتا. قالت إنها عاشت طفولة سعيدة وكانت مهتمة بالموسيقى منذ صغرها. تعتبر ملهماتها فيليس هايمان وسيلينا كوينتانيلا. عاشت كينزيمبا في تنزانيا عندما كانت مراهقة لأن لها أختًا تعمل في السفارة الأنغولية. انتقلت إلى غيماريش بالبرتغال في عام 2014 للدراسة والحصول على فرص أفضل. أخذت كينزيمبا دورة في القانون في بورتو.
في عام 2016، فازت بالموسم الثالث من ذا فويس البرتغال. لُقِبَت كينزيمبا بـ «ويتني هيوستن الجديدة» لأنها أدت أغنية هيوستن الناجحة «ليس لدي أي شيء». قامت بأداء أغنية «لسوف أحبك دائما» لماريا كاري و «لحظة كهذه» لكيلي كلاركسون في النهاية. تم لم شمل كينزيمبا مع والدتها التي لم ترها منذ عامين. نتيجة للفوز، وقعت كينزيمبا صفقة مع مجموعة يونيفرسال الموسيقية. وفي سبتمبر 2016، لعبت دور البطولة في برنامج «دنترو».
تم إصدار أول أغنية فردية لها، "بريميرا فيز" في أكتوبر 2016. وفي نوفمبر 2017 أصدرت أول ألبوم لها بعنوان "ذاتي|. تلقت "ديوليندا" ثلاثة نجوم ونصف من مجلة سابادو، التي امتدحت عاطفة ديوليندا وأدائها لكنها انتقدت إمكانية التنبؤ بالسجل. ومع ذلك قالت المجلة إنها كانت بداية جيدة بالعديد من الأغاني القوية. شاركت في مهرجان آر تي بي 2017 بدعوة من مؤلفة الأغاني ريتا ريدشوز، ووصلت إلى نهائي الحدث.